# Cynthia Ní Mhurchú
Cynthia Ní Mhurchú (ur. 1966 w Carlow) – irlandzka dziennikarka, prawniczka i polityczka, posłanka do Parlamentu Europejskiego X kadencji.

## Życiorys
W 1987 uzyskała licencjat z nauk o edukacji na National University of Ireland. Pracowała jako nauczycielka języka irlandzkiego w Carlow. Następnie do drugiej połowy lat 90. była dziennikarką oraz prezenterką radiową i telewizyjną w RTÉ. W 1994 współprowadziła Konkurs Piosenki Eurowizji w Dublinie. W 1997 została absolwentką King’s Inns. Uzyskała uprawnienia barristera, podejmując praktykę w tym zawodzie.
W wyborach europejskich w 2024 z ramienia Fianna Fáil uzyskała mandat posłanki do Parlamentu Europejskiego X kadencji.